# Manuel Belletti
Manuel Belletti (* 14. Oktober 1985 in Cesena) ist ein ehemaliger  italienischer Radrennfahrer.

## Sportlicher Werdegang
Belletti wurde 2004 auf der Bahn bei der italienischen Meisterschaft Zweiter in der Mannschaftsverfolgung. 2007 gewann er auf der Straße mit dem U23-Rennen Trofeo Banca Popolare Piva sein erstes Rennen des internationalen Kalenders und 2008 mit einer Etappe des Clásico Ciclístico Banfoandes sein erstes internationales Eliterennen.
Im Jahr 2010 bestritt Belletti mit dem Giro d’Italia seine erste Grand Tour. Er konnte die Rundfahrt zwar nicht beenden, erzielte aber auf der 13. Etappe mit dem Sprintsieg aus einer größeren Ausreißergruppe seinen größten Karriereerfolg. Im selben Jahr gewann er ebenfalls im Sprint das Eintagesrennen der UCI-Kategorie 1.1 Coppa Bernocchi. Im Jahr 2011 konnte Belletti insgesamt vier Etappensiege bei internationalen Rundfahrten einfahren.
Nach seinen Erfolgen erhielt Belletti zur Saison 2012 einen Vertrag beim UCI WorldTeam AG2R La Mondiale. Zwar gewann er im ersten Jahr eine Etappe der Route du Sud, in der Folgesaison blieb er jedoch ohne zählbaren Erfolg. Daher verließ er nach zwei Jahren AG2R und fuhr bis zu seinem Karriereende für mehrere italienische UCI Professional Continental Teams bzw. UCI ProTeams. Dabei war er mehrfach als Etappenjäger erfolgreich, gewann aber auch 2015 die Eintagesrennen Gran Premio Costa degli Etruschi und Dwars door Drenthe. 2017 sicherte er sich bei der Ungarn-Rundfahrt auch den Sieg in der Gesamtwertung. Insgesamt kam Belletti während seiner Karriere auf zehn Teilnahmen an einer Grand Tour, alle beim Giro d’Italia, bei denen er aber nur dreimal die Rundfahrt beendete.
Nach der Saison 2021 beendete Belletti im Alter von 36 Jahren sein aktive Laufbahn als Radrennfahrer.

## Erfolge
2007
- Trofeo Banca Popolare Piva

2008
- eine Etappe Clásico Ciclístico Banfoandes

2010
- eine Etappe Giro d’Italia
- Coppa Bernocchi

2011
- eine Etappe Giro della Provincia di Reggio Calabria
- eine Etappe Settimana Internazionale
- eine Etappe Presidential Cycling Tour of Turkey
- eine Etappe Brixia Tour

2012
- eine Etappe Route du Sud

2014
- eine Etappe Tour du Limousin

2015
- Gran Premio Costa degli Etruschi
- Dwars door Drenthe
- eine Etappe Settimana Internazionale

2016
- eine Etappe Settimana Internazionale
- Punktewertung Türkei-Rundfahrt

2018
- eine Etappe Tour de Langkawi
- Gesamtwertung, eine Etappe und Punktewertung Tour de Hongrie
- zwei Etappen Tour of Hainan

2019
- eine Etappe und Punktewertung Giro di Sicilia
- eine Etappe Tour de Bretagne Cycliste
- eine Etappe und Punktwertung Tour de Hongrie

## Grand-Tour-Platzierungen
| Grand Tour            | 2010 | 2011 | 2012 | 2013 | 2014 | 2015 | 2016 | 2017 | 2018 | 2019 | 2020 | 2021 |
| --------------------- | ---- | ---- | ---- | ---- | ---- | ---- | ---- | ---- | ---- | ---- | ---- | ---- |
| Giro d’ItaliaGiro     | DNF  | DNF  | DNF  | 144  | DNF  | DNF  | DNF  | –    | 123  | 109  | –    | DNF  |
| Tour de FranceTour    | –    | –    | –    | –    | –    | –    | –    | –    | –    | –    | –    | –    |
| Vuelta a EspañaVuelta | –    | –    | –    | –    | –    | –    | –    | –    | –    | –    | –    | –    |